# Johann Franz von Schaffgotsch
Johann Franz von Schaffgotsch (Brno, 30 giugno 1792 – Brno, 3 novembre 1866) è stato un generale austriaco della cavalleria imperiale.

## Biografia

Stemma della famiglia Schaffgotsch

Johann Franz von Schaffgotsch proveniva dalla nobile famiglia Schaffgotsch. Era il figlio del conte Johann Ernst Maximilian von Schaffgotsch (19 agosto 1742-27 maggio 1825) dal suo secondo matrimonio con Johanna Nepomucena Candida von Blümegen (3 ottobre 1765-7 febbraio 1811). Suo fratello Anton Ernst fu vescovo di Brno.
Nel 1809 partecipò come sottotenente alla battaglia di Aspern. Nel 1813 combatté come capitano nel 6º Reggimento Corazzieri nella battaglia di Lipsia e nel 1814 nel nord della Francia. Il 4 giugno 1841 venne nominato maggior generale e il 27 marzo 1848 promosso Luogotenente Feldmaresciallo. Il 16 novembre 1856 fu promosso generale di cavalleria. Nel giugno 1859 ha guidato, nella battaglia di Solferino e San Martino, il 9º Corpo a Medole della 1ª Armata austriaca e della Cavalleria, sotto il comando del Feldzeugmeister Franz von Wimpffen.